# Näskämö
Näskämö är en sjö i Finland. Den ligger i kommunen Posio i landskapet Lappland, i den norra delen av landet, 700 km norr om huvudstaden Helsingfors. Näskämö ligger 249,3 meter över havet. Arean är 2,57 kvadratkilometer och strandlinjen är 12,7 kilometer lång. Sjön  ingår i Kemi älvs huvudavrinningsområde.   Den sträcker sig 3,0 kilometer i nord-sydlig riktning, och 3,4 kilometer i öst-västlig riktning.